# Gabriel Poulain
Gabriel Poulain (Saint Helier, Jersey, 14 de febrero de 1884-Niza, 9 de enero de 1953) fue un corredor de ciclismo en pista francés.

## Biografía
Se afincó en París en 1901, viviendo algunos años en Dinamarca. Desarrolló una notoria carrera como velocista durante el primer cuarto del siglo XX, siendo un asiduo vencedor de las pruebas organizadas por Henri Desgrange en el velódromo parisino construido en el interior de la Galería de las Máquinas. Ganó cinco medallas en el Campeonato Mundial de Ciclismo en Pista entre los años 1905 y 1923.
|  | Además de su carrera como ciclista profesional, Poulen fue un pionero en el desarrollo de aviones ligeros (en realidad, bicicletas con alas adosadas) impulsados por pedales. El 31 de julio de 1911 resultó herido al precipitarse desde 40 m de altura durante las pruebas de un avión cerca de Friedrichshafen. El 4 de julio de 1912 ganó el premio Peugeot de 1000 francos para un «vuelo» en aviette (bicicleta voladora) de más de 1 metro de altura en Viry-Châtillon. El 9 de julio de 1921, en el Bosque de Boulogne, logró el premio Peugeot de 10 000 francos para un vuelo de más de 10 metros con su aviette (una bicicleta dotada con un sistema de dos alas desplegables de su invención, con 12 m² de superficie alar), realizando un vuelo de 10,54 metros y después otro de 12,30 metros a 1,5 m de altura. |

## Medallero internacional
| Campeonato Mundial | Campeonato Mundial     | Campeonato Mundial | Campeonato Mundial       |
| Año                | Lugar                  | Medalla            | Competición              |
| ------------------ | ---------------------- | ------------------ | ------------------------ |
| 1905               | Amberes (Bélgica)      | Medalla de oro     | Velocidad individual (P) |
| 1906               | Ginebra (Suiza)        | Medalla de plata   | Velocidad individual (P) |
| 1908               | Berlín (Alemania)      | Medalla de plata   | Velocidad individual (P) |
| 1909               | Copenhague (Dinamarca) | Medalla de plata   | Velocidad individual (P) |
| 1923               | Zúrich (Suiza)         | Medalla de plata   | Velocidad individual (P) |

## Palmarés
- Campeón del mundo de velocidad profesional: 1905 (2.º: 1906, 1908, 1909, 1923)
- Campeón de Francia de velocidad: 1905, 1922, 1924 (3.º: 1903, 1904, 1906, 1913, 1923)
- Campeón de Francia de velocidad aficionado: 1914
- Gran Premio de Angers (de velocidad): 1902, 1914, 1921
- Gran Premio de Burdeos: 1904
- Gran Premio de Roanne: 1904
- Gran Premio de Buffalo: 1905 (2.º: 1907, 1908)
- Gran Premio de Roubai: 1905
- Gran Premio de Reims: 1905 (2.º: 1906, 1907; 3.º: 1913, 1921)
- Gran Premio del UVF: 1906 (2.º: 1905, 1919)
- Gran Premio Barden de París: 1906
- Gran Premio d'Anvers: 1906
- Premio de Verano de Velocidad de París: 1906
- Premio del Consejo Municipal de París: 1906, 1907
- Premio Baras de velocidad de París: 1907
- Gran Premio de Pascua de velocidad de París: 1908 (3.º: 1906)
- Gran Premio de Burdeos: 1909
- Gran Premio Robert Protin: 1909
- Gran Premio de La Louvière: 1913
- Premio Ludovic Morin de velocidad de París: 1914

- 2.º del campeonato de Francia de invierno de velocidad: 1909 (3.º: 1913)
- 2.º del Gran Premio de París: 1905, 1906, 1924 (3.º: 1914)
- 2.º del Gran Premio de Neuilly: 1906, 1908
- 2.º del Gran Premio de Charenton: 1907
- 2.º del Gran Premio de Copenhague: 1908, 1909
- 2.º del Premio de la República de velocidad: 1908
- 2.º del Gran Premio de Berlín: 1909, 1914
- 2.º del Gran Premio de Francia: 1910, 1913 (3.º: 1909)
- 2.º del Gran Premio de Ginebra: 1913

- 3.º del campeonato de Europa de velocidad: 1913
- 3.º del gran Premio de Torres: 1913
- 3.º del gran Premio de Niza: 1923

- 8.º de los Seis días de París (con Lucien Petit-Breton): 1914